# Paraplagusia bilineata
Paraplagusia bilineata es una especie de pez de la familia Cynoglossidae en el orden de los Pleuronectiformes.

## Distribución geográfica
Se encuentran desde las  costas del Mar Rojo y del África Oriental hasta las Filipinas, el sur del Japón, Nueva Guinea y el noreste de Australia.